# 烏利亞尼夫卡 (斯拉武塔區)
50°32′48″N 27°11′35″E / 50.54667°N 27.19306°E
烏利亞尼夫卡（烏克蘭語：Улянівка），是烏克蘭西部的村莊，隸屬赫梅利尼茨基州的舍佩蒂夫卡區。該村面積0.52平方公里，海拔高度226米，2001年人口57，人口密度每平方公里109.6人。